# Eric Taino
Eric Taino (ur. 18 marca 1975 w Jersey City) – filipiński tenisista, reprezentant w Pucharze Davisa.

## Kariera tenisowa
Startując jeszcze w gronie juniorów triumfował w 1992 roku w grze podwójnej chłopców na US Open, tworząc wówczas parę z Jimmym Jacksonem.
Karierę tenisową Taino rozpoczął w 1997 roku, a zakończył w 2008 roku. W grze pojedynczej wygrał trzy tytuły rangi ATP Challenger Tour.
W grze podwójnej wielokrotnie zwyciężał imprezach ATP Challenger Tour. W październiku 1999 roku wygrał zawody deblowe kategorii ATP World Tour na Singapurze, w parze z Maksem Mirnym. Dodatkowo osiągnął sześć finałów rangi ATP World Tour w grze podwójnej.
W 2006 roku wywalczył brązowy medal podczas igrzysk azjatyckich w Dosze w 2006 roku w grze podwójnej, wspólnie z Cecilem Mamiitem. Filipińczyk jest również pięciokrotnym medalistą igrzysk Azji Południowo-Wschodniej.
W latach 2006–2008 Taino reprezentował Filipiny w Pucharze Davisa. Rozegrał łącznie przez ten okres 16 meczów, z których w 12 zwyciężył.
W rankingu singlowym Taino najwyżej był na 122. miejscu (3 listopada 2003), a w klasyfikacji deblowej na 52. pozycji (24 kwietnia 2000).

### Finały w turniejach ATP World Tour
| Nazwa                         |
| ----------------------------- |
| Wielki Szlem                  |
| Igrzyska olimpijskie          |
| Tennis Masters Cup            |
| ATP Masters Series            |
| ATP International Series Gold |
| ATP International Series      |

#### Gra podwójna (1–6)
| Końcowy wynik | Nr | Data                 | Turniej  | Nawierzchnia  | Partner             | Przeciwnicy                         | Wynik finału        |
| ------------- | -- | -------------------- | -------- | ------------- | ------------------- | ----------------------------------- | ------------------- |
| Finalista     | 1. | 8 listopada 1998     | Bogota   | Ceglana       | Gábor Köves         | Diego del Río Mariano Puerta        | 7:6, 3:6, 2:6       |
| Finalista     | 2. | 13 czerwca 1999      | Merano   | Ceglana       | Marc-Kevin Goellner | Lucas Arnold Ker Jaime Oncins       | 4:6, 6:7            |
| Finalista     | 3. | 11 lipca 1999        | Gstaad   | Ceglana       | Ałeksandar Kitinow  | Donald Johnson Cyril Suk            | 5:7, 6:7(4)         |
| Zwycięzca     | 1. | 17 października 1999 | Singapur | Twarda (hala) | Maks Mirny          | Todd Woodbridge Mark Woodforde      | 6:3, 6:4            |
| Finalista     | 4. | 13 lutego 2000       | San José | Twarda (hala) | Lucas Arnold Ker    | Jan-Michael Gambill Scott Humphries | 1:6, 4:6            |
| Finalista     | 5. | 18 czerwca 2000      | Londyn   | Trawiasta     | Jonathan Stark      | Todd Woodbridge Mark Woodforde      | 7:6(5), 3:6, 6:7(1) |
| Finalista     | 6. | 17 czerwca 2001      | Londyn   | Trawiasta     | David Wheaton       | Bob Bryan Mike Bryan                | 3:6, 6:3, 1:6       |